# Francisco Marques
Francisco Marques (1939 — 1985) foi um sacerdote católico português. Foi pároco da freguesia de Santa Maria de Ferreiros (Braga). Enquanto liderou a paróquia, realizou-se pela primeira vez a festa da padroeira da freguesia (Santa Maria ou Senhora do Ó). Como assistente, foi um dos baluartes do Agrupamento de Ferreiros do Corpo Nacional de Escutas.
O Padre Francisco Marques deu os primeiros passos para a construção da nova igreja de Ferreiros, tendo doado à paróquia um terreno com catorze mil metros quadrados, no lugar da Gandra, para o efeito. Também contactou o arquiteto e padre Manuel Barbosa; no entanto, o projeto ficou suspenso devido à construção da Variante Circular à cidade de Braga, só vindo a ser concluído após a sua morte.
Em reconhecimento ao seu serviço à comunidade, a paróquia ergueu um busto à sua memória na Rua do Cruzeiro, e o Município de Braga deu o seu nome a uma rua da freguesia de Ferreiros.